# Эмпедокл
Эмпедо́кл (др.-греч. Ἐμπεδοκλῆς; около 494 до н. э., Акрагант — около 434 до н. э., предп. Этна) — древнегреческий философ, врач, государственный деятель, жрец. Труды Эмпедокла написаны в форме поэм. Был плюралистом, признавая множественность архэ. Являлся сторонником демократии.
Ему принадлежит поэма «О природе», из которой сохранились 340 стихов, а также религиозная поэма «Очищения» (иначе — «Искупления»; дошло около 100 стихов из первоначальных 3000). Римский христианский писатель Лактанций указывал: «Не знаешь, куда причислять его, к поэтам или философам, так как он написал сочинение о природе вещей в стихах, подобно тому, как у римлян… Лукреций и Варрон».

## Биография
Его биография трудноотделима от легенд, на которых во многом основана приводимая Диогеном Лаэртским история Эмпедокла. Часть информации о нём восстанавливается из его собственных сочинений, известных по фрагментам.
Основываясь на записях Гераклида и Эратосфена, можно сделать вывод, что Эмпедокл происходил из знатного рода.
Деятельность его протекала в сицилийском городе Акраганте (Агригенте, на месте современного Агридженто). О нём ходили легенды как о чудотворце необычайной силы, который смог воскресить женщину, находившуюся до этого целый месяц без дыхания. Владел искусством красноречия и даже основал школу ораторского искусства в Сицилии. Аристотель писал об Эмпедокле, что тот обладал прекрасными ораторскими способностями, умел метко украшать свою речь различными метафорами, а также был автором нескольких поэм, три из которых сожгла якобы его сестра. Разрабатывая учение о переселении душ, сам о себе Эмпедокл сообщал, что был раньше мужчиной и женщиной, рыбой, птицей, зверем.
Несмотря на то, что Эмпедокл причислял себя к богам и бессмертным, он обладал демократическим мировоззрением, о чём свидетельствуют некоторые факты из его жизни. Эмпедокл был против чинопочитания, несмотря на всю свою самовлюблённость, а кроме того, сам чуждался всяческих чинов, как сообщает Аристотель, и даже отказался от предложенной ему царской власти, предпочитая жизнь обычного человека. В политической борьбе в Агригенте он защищал демократический строй от попыток реставрации аристократической власти.
По некоторым сообщениям, одно время Эмпедокл был пифагорейцем, однако за огласку учений Пифагора был изгнан.
Широкое распространение получила легенда о его смерти, связываемая с идеей превращения человека в бога. Рассказывают, что он, предчувствуя смерть, бросился в жерло вулкана Этна. Одним из объяснений самоубийства была вытекающая из прижизненного самообожествления и надежды на славу попытка скрыть свою смерть для того, чтобы быть причисленным к богам. Однако самоубийствo Эмпедокла рассматривается не только как попытка считаться божеством, но и как вытекающая из его философии попытка на самом деле стать богом. По легенде, боги действительно приняли его к себе, но не полностью — бронзовые сандалии философа были выброшены из вулкана. Согласно Аристотелю, Эмпедокл прожил порядка 60 лет, хотя другие авторы приписывали ему до 109 лет жизни.

## Учение
Основу учения Эмпедокла составляет концепция о четырёх стихиях, которые образуют «корни» вещей, так называемое архэ. Этими корнями являются огонь, воздух, вода и земля. Им соответствовали Аид, Зевс, Нестис (сицилийское божество воды) и Гера. Они заполняют всё пространство и находятся в постоянном движении, перемещаясь, смешиваясь и разъединяясь. Они неизменны и вечны. Все вещи как бы складываются из этих стихий, «вроде того, как стена сложена из кирпичей и камней». Прочие боги также были производными этих четырёх «корней». Наиболее равномерно эти 4 «корня» вещей распределены в крови человека. «Корни» вещей являются «пассивными» началами.
Эмпедокл отвергает мысль о рождении и смерти вещей. Последние образуются посредством смешения и соединения стихий в определённых пропорциях. Так, кость состоит из двух частей воды, двух частей земли и четырёх частей огня.
Источником движения, происходящего в природе, являются не сами «корни», так как они неизменны, а две противоположные силы — Любовь (Филея), олицетворяющая единство и добро, и Ненависть (Нейкос), олицетворяющая множество и зло. Они являются «активными» началами. Эти две силы обладают вполне определёнными физическими качествами. Так, «липкая Любовь» имеет все свойства влаги, а «губительная Ненависть» — свойства огня. Таким образом, весь мир представляет собой процесс смешения и разделения смешанного. Если начинает господствовать Любовь, то образуется Сфайрос — шар, при котором Ненависть находится на периферии. Когда Вражда проникает в Сфайрос, то происходит движение стихий и они оказываются разделёнными. Затем начинается обратный процесс, который заканчивается воссозданием Сфайроса — однородной неподвижной массы, имеющей шаровидную форму. Итого было 4 фазы: 1) акосмическая — господство и победа Любви (Сфайрос); 2) космическая — переход от Любви к Ненависти; 3) акосмическая — господство и победа Ненависти; 4) космическая — переход от Ненависти к Любви. Человечество жило в 4 фазу.
Таким образом, концепция Эмпедокла сводится к следующей схеме. В мире существует единство и множество, но не одновременно, как у Гераклита, а последовательно. В природе происходит циклический процесс, в котором сначала господствует Любовь, соединяющая все элементы — «корни всех вещей», а затем господствует Вражда, разъединяющая эти элементы. Когда господствует Любовь, тогда в мире воцаряется единство, качественное своеобразие отдельных элементов пропадает. Когда же господствует Вражда, появляется своеобразие материальных элементов, появляется множество. Господство Любви и господство Вражды разделяется переходными периодами.
Мировой процесс и состоит из этих повторяющихся циклов. В процессе всех происходящих изменений сами элементы не возникают и не уничтожаются, они вечны.
В своей философии Эмпедокл высказывал много гениальных мыслей, но в то время, когда жил Эмпедокл, они не могли быть подтверждены эмпирически. Так, он писал, что свету требуется определённое время для своего распространения, то есть скорость света является очень большой, но все же конечной величиной. Даже Аристотель в IV в. до н. э. считал это мнение ошибочным. Эмпедокл, подобно элеатам, признавал закон сохранения — из ничего не происходит ничего. Также замечательной была идея Эмпедокла о выживаемости биологических видов, которые отличались целесообразностью. В этом можно заметить уже зачатки, хотя и наивные, подхода к теории естественного отбора. Подобно Анаксимандру, считал, что живое произошло от неживого, но отличие заключалось в том, что в начале произошли части тела и органы, далее, по мере усиления Любви в мире, они произвольным образом соединялись, в результате чего появлялись двухголовые, четырёхрукие и т. п. Наиболее приспособленные организмы выжили, в этом и прослеживался некий целесообразный план. В медицине Эмпедокл — один из родоначальников направления, представители которого полагали, что знать врачебное искусство невозможно тому, кто предварительно не исследовал, что такое человек.
В своей теории чувственного восприятия Эмпедокл выдвигает глубокую мысль, что процесс чувственного восприятия зависит от строения телесных органов. Познание осуществляется следующим образом: подобное постигается подобным. Например, органы чувств приспосабливаются к ощущаемому, если же строение органа чувств такое, что не может приспособиться к воспринимаемому, то этот предмет не воспринимается. Или космическая Любовь познаётся подобно человеческой любви.
Органы чувств имеют своеобразные поры, через которые проникают «истечения» от воспринимаемого объекта. Если поры узкие, то «истечения» не могут проникнуть, и восприятия не происходит.
Теория ощущений Эмпедокла оказала большое влияние на последующую древнегреческую мысль — Платона, Аристотеля, атомистов.
В сохранившейся частично поэме «Очищения» изложил пифагорейское учение о переселении душ, возмездии и искуплении.

### Книги
- Асмус В. Ф. Эмпедокл // Античная философия. — 2-е изд. — М.: Высшая школа, 1976. — С. 58—73. — 543 с. — 80 000 экз.
- Диоген Лаэртский. О жизни, учениях и изречениях знаменитых философов. Книга 8.
- Маковельский А. О. Эмпедокл // Досократики: Первые греческие мыслители в их творениях, в свидетельствах древности и в свете новейших исследований. — Казань: Кн. маг. М. А. Голубева, 1915. — Т. 2 (Элеатовский период). — С. 109—242. — X, 242 с.
- Рассел Б. Эмпедокл // История западной философии и её связи с политическими и социальными условиями от античности до наших дней. — 5-е изд. — Новосибирск: Сиб. университетское изд-во, 2007. — С. 90—95. — 992 с. — 3100 экз. — ISBN 978-5-379-00305-0.
- Сёмушкин А. В. Эмпедокл. — М.: Мысль, 1985. — 191 с. — (Мыслители прошлого). — 60 000 экз.
- Трубецкой С. Н. Эмпедокл // История древней философии. — М.: Типо-литография Т-ва И. Н. Кушнерев и Ко, 1906. — Т. 1. — С. 116—124. — 212 с.
- Эмпедокл // Эллинские поэты VII-III вв. до н. э / Отв. ред. М. Л. Гаспаров. — М.: Ладомир, 1999. — С. 183—201. — 515 с. — (Античная классика). — 2000 экз. — ISBN 5-86218-237-3.
- Эмпедокл (Фрагменты в стихотворном и прозаическом переводе) // Якубанис Г. И. Эмпедокл философ, врач и чародей : Данные для его понимания и оценки / Генрих Якубанис. — Киев : тип. Имп. Ун-та св. Владимира, АО печ. и изд. дела Н. Т. Корчак-Новицкого, 1906. — С. 73-134.
- Kingsley, Peter. Ancient Philosophy, Mystery, and Magic: Empedocles and Pythagorean Tradition. — Oxford: Clarendon Press, 1995. ISBN 0-19-814988-3.
- Primavesi, Oliver. Empedokles Physika I. Eine Rekonstruktion des zentralen Gedankengangs. — De Gruyter, Berlin und New York 2008. ISBN 978-3-11-020925-9.
- Wright, M. R. Empedocles: The Extant Fragments (new ed.). London: Bristol Classical Press, 1995. ISBN 1-85399-482-0.

### Статьи
- Аванесов С. С. Эмпедокл: божественность и самоубийство // ΣΧΟΛΗ. Философское антиковедение и классическая традиция. — Новосибирск: Новосибирский государственный университет, 2007. — Т. 1, № 2. — С. 147—171. — ISSN 1995-4328.
- Афонасина А. С. Эмпедокл о дыхании // ΣΧΟΛΗ. 2015. Т. 9.2. С. 353—362.
- Афонасина А. С. Страсбургский папирус Эмпедокла // ΣΧΟΛΗ. 2016. Т. 10.1. С. 214—226.
- Егоров А. С. Поэтический язык Эмпедокла // В кн.: Философия. Язык. Культура / Отв. ред.: В. В. Горбатов. Вып. 3. — СПб.: Алетейя, 2012. № 22. С. 237—248.
- Егоров А. С. Эмпедокл и проблема греческого шаманизма // Вопросы философии. — 2007. — № 8. — С. 97-105.
- Егоров А. С. Проблемы реконструкции учения Эмпедокла. Авт. дисс… к.филос.н. — М. 2007.
- Сёмушкин А. В. «Загадка» Эмпедокла // Историко-философский ежегодник 1988. — М.: Наука, 1988. — С.22-37.
- Фёдорова О. Б. «Играющее дитя», или фрагмент Эмпедокла о дыхании в свете филологического анализа // Вестник Московского университета. Серия 7: Философия. — 2010, № 2. — С.3-34. — ISSN 0130-0091.
- Туренко В. (2020). Епіменід vs Емпедокл: як ранні давньогрецькі філософи боролися з пандеміями. Філософська думка, (4), 39-49.

### Энциклопедии
- Эмпедокл // Реальный словарь классических древностей / авт.-сост. Ф. Любкер ; Под редакцией членов Общества классической филологии и педагогики Ф. Гельбке, Л. Георгиевского, Ф. Зелинского, В. Канского, М. Куторги и П. Никитина. — СПб., 1885.
- Лебедев А. В. Эмпедокл // Новая философская энциклопедия : в 4 т. / пред. науч.-ред. совета В. С. Стёпин. — 2-е изд., испр. и доп. — М. : Мысль, 2010. — 2816 с.

### Беллетристика
- Гёльдерлин Ф. Смерть Эмпедокла = Der Tod des Empedokles. — М.-Л.: Academia, 1931. — 136 с. — (Классики мировой литературы). — 4000 экз.